# کارو زاکاریان
کارو زاکاریان (ارمنی: Կարո Հովհաննեսի Զաքարյան؛ انگلیسی: Garo Zakarian؛ ۱۵ دسامبر ۱۸۹۵ – درگذشته ۱۱ مهٔ ۱۹۶۷) رهبر (موسیقی)، و آهنگ‌ساز ارمنی‌تبار اهل امپراتوری عثمانی بود. وی بین سال‌های تا میلادی فعالیت می‌کرد.

## زندگی‌نامه
در ۱۵ دسامبر ۱۸۹۵ در وان به دنیا آمد وی بین سال‌های ۱۹۱۶ تا ۱۹۱۸ در رشته تئوری موسیقی در کنسرواتوار سن پترزبورگ و کنسرواتوار دولتی وانو ساراجیشویلی تفلیس تحصیل نمود. از سال ۱۹۲۱ تا ۱۹۲۹ مربی و رهبر گروه کر خانه هنرهای ارمنی در تفلیس بود. در سال ۱۹۲۹ زاکاریان به ایروان نقل مکان نمود. از سال ۱۹۳۸ تا ۱۹۵۳ وی رهبر گروه کر رادیو ایروان و از سال ۱۹۴۹ عضو حزب کمونیست اتحاد شوروی بود. زاکاریان همچنین برندهٔ جوایزی همچون هنرمند مردمی ارمنستان شوروی (۱۹۶۰) شده‌است. وی در ۱۱ مهٔ ۱۹۶۷ در سن ۷۱ سالگی در ایروان درگذشت.